# Classe Aspirante Nascimento

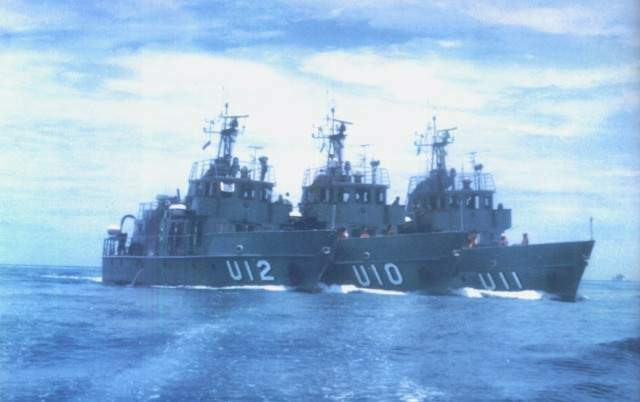
AvIn Guarda-Marinha Brito (U-12), navegando a contrabordo dos seus irmãos AvIn Aspirante Nascimento (U-10) e AvIn Guarda-Marinha Jansen (U-11).

Classe Aspirante Nascimento é uma classe de avisos de instrução da Marinha do Brasil.
Esta classe é composta por três embarcações, incorporadas entre 1980 e 1981. Estão subordinadas à Escola Naval, onde são utilizadas na instrução prática dos futuros oficiais da Marinha. Nelas, os aspirantes podem praticar os conhecimentos adquiridos em náutica, máquinas, comunicações e manobras.

## Características
- Deslocamento (ton): 108,5 plena carga
- Dimensões (m): 28 x 6,5 x 1,8
- Velocidade (nós): 10
- Raio de Ação (milhas): 700 a 10 nós
- Tripulação: 12 homens
- Construtor: Empresa Brasileira de Construção Naval (EBRASA)

## Lista de navios
- U10 - Aspirante Nascimento
- U11 - Guarda-Marinha Jansen
- U12 - Guarda-Marinha Brito